# Kong Ludvigøyane

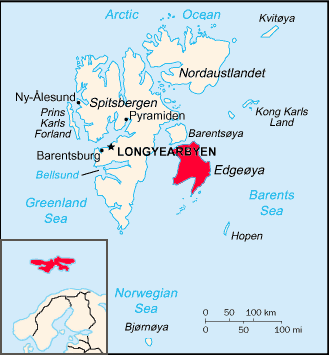
Översiktskarta

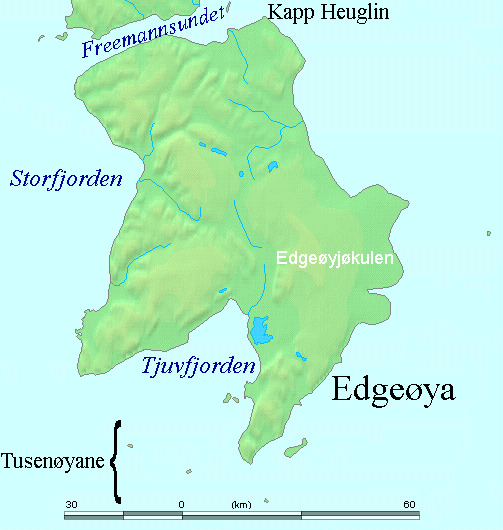
Lägeskarta

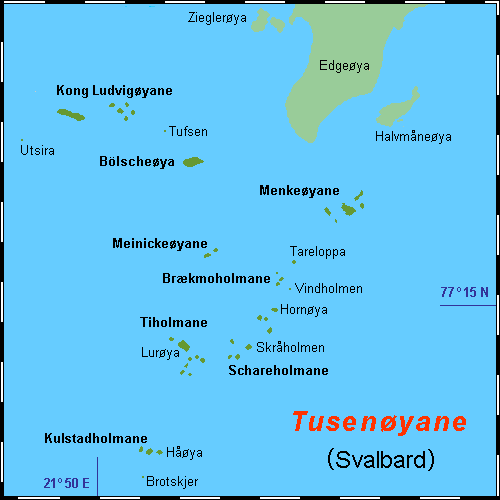
Tusenøyane

Kong Ludvigøyane (Kung Ludvigöarna) är en liten ögrupp i sydöstra Svalbard i Barents hav i Norra ishavet. Området är en del av Tusenøyane.

## Geografi
Kong Ludvigøyane ligger cirka 225 km sydöst om Longyearbyen, cirka 100 km nordväst om ön Hopen och cirka 20 km sydväst om Edgeøyas södra kust. 
Ögruppen omfattar flera obebodda mindre öar och skär. De större är:
- Russebuholmane, i den västra delen, största ön Ækongen
- Arendtsøya, i den norra delen
- Berentineøya, i den södra delen
- Bruhnsøya, i den östra delen

samt
- Tufsen, cirka 4 km sydost om ögruppen
- Utsira, cirka 3 km sydost om ögruppen

Förvaltningsmässigt ingår hela Tusenøyane i naturreservatet Søraust-Svalbard naturreservat.
Området är en viktig boplats för en rad arktiska djur, däribland isbjörn och valross, och fåglar, däribland stormfågel, vitkindad gås, prutgås, ejder och silvertärna.

## Historia
Området omnämns första gången 1614 på en karta ritad av holländske Joris Carolus och även på en karta från 1625 från Muscovy Company och holländska kartor kring år 1662 ritade av G. Valk och P. Schenk finns området utmärkt.
Hela ögruppen är namngiven efter kung Ludvig II av Bayern, Arendtsøya efter tyske geografen Karl Arendts och Bruhnsøya efter tyske astronomen Karl Christian Bruhns. 
1870 besöktes ön av tyske polarforskaren Theodor von Heuglin.
1973 inrättades Søraust-Svalbard naturreservat.